# Ernesto Corripio y Ahumada
Ernesto Corripio y Ahumada (ur. 29 czerwca 1919 w Tampico, zm. 10 kwietnia 2008 w La Noria, Xochimilco) – meksykański duchowny katolicki, arcybiskup miasta Meksyk, kardynał.

## Życiorys
Studiował w seminarium w Puebla de los Angeles, święcenia kapłańskie przyjął 15 października 1942 w Rzymie; kontynuował studia na Papieskim Uniwersytecie Gregoriańskim w Rzymie (do 1945). Powrócił do rodzinnej diecezji Tampico, wykładał i był wicerektorem miejscowego seminarium oraz pełnił funkcję sekretarza kurii biskupiej (1950–1952).
27 grudnia 1952 został mianowany biskupem pomocniczym Tampico, ze stolicą tytularną Zapara; sakry biskupiej udzielił mu 19 marca 1953 Octaviano Márquez Toriz, arcybiskup Puebla. W lutym 1956 Corripio został biskupem ordynariuszem Tampico; brał udział w obradach Soboru Watykańskiego II (1962–1965), a w lipcu 1967 przeszedł na stolicę arcybiskupią Antequera. Pełnił funkcję przewodniczącego Konferencji Episkopatu Meksyku (1967–1973). W marcu 1976 został arcybiskupem Puebla de los Angeles, a w lipcu 1977 – arcybiskupem miasta Meksyk. Uczestniczył w sesjach Światowego Synodu Biskupów w Watykanie oraz konferencjach generalnych Episkopatów Latynoamerykańskich (na III konferencji w Puebla pełnił funkcję jednego z prezydentów).
30 czerwca 1979 Jan Paweł II wyniósł go do godności kardynalskiej, nadając tytuł prezbitera Immacolata al Tiburtino. Corripio brał udział w sesji plenarnej Kolegium Kardynalskiego w Watykanie w listopadzie 1979 oraz w pracach Rady Kardynalskiej ds. badania Organizacyjnych i Ekonomicznych Problemów Stolicy Świętej (od maja 1981). Był specjalnym wysłannikiem Jana Pawła II na pogrzebie zamordowanego arcybiskupa salwadorskiego Oscara Romero (marzec 1980) oraz na Narodowym Kongresie Maryjnym Boliwii w La Paz (styczeń-luty 1981).
Po osiągnięciu wieku emerytalnego (75 lat) zrezygnował z rządów archidiecezją Meksyk (wrzesień 1994), ale do czerwca 1995 pozostał jeszcze zwierzchnikiem archidiecezji jako administrator apostolski sede vacante. Na stolicy arcybiskupiej zastąpił go Norberto Rivera Carrera. Po ukończeniu 80. roku (1999) życia kardynał Corripio utracił prawo udziału w konklawe.
Wśród biskupów, którym udzielił sakry, był przyszły kardynał Javier Lozano Barragán (1979).